# Аксютівка (зупинний пункт)
Аксю́тівка — зупинний пункт Харківської дирекції Південної залізниці на лінії Основа — Зміїв. Розташована у Зміївському районі Харківської області. Має важливе значення для дачних перевезень.

## Загальна інформація
Зупинний пункт має навіс для очікування пасажирами електропоїзда. Парні і непарні колії перегону Основа — Жихор.

## Пасажирське сполучення
Ділянка Основа — Зміїв обслуговується виключно електропоїздами ЕР2, ЕР2Р, ЕР2Т та ЕТ2 депо Харків. У парному напрямку потяги прямують до станцій Харків-Пасажирський, Харків-Левада, у непарному — до станцій  Зміїв, Шебелинка, Балаклія, Савинці, Ізюм.
Потяги далекого сполучення на платформі Аксютівка не зупиняються.